# Taisetsu na koto wa subete kimi ga oshiete kureta
Taisetsu na koto wa subete kimi ga oshiete kureta (大切なことはすべて君が教えてくれた?, Taisetsu na koto wa subete kimi ga oshiete kureta, letteralmente "Le cose più importanti le ho imparate tutte da te") è un dorama stagionale invernale di Fuji TV in 10 puntate andato in onda nel 2011.

## Trama
Shūji e Natsumi sono due insegnanti che si trovano a lavorare assieme presso lo stesso liceo privato, il Gakuen High School; sono fidanzati ed hanno una relazione stabile fin da quando erano studenti. Hanno in programma di sposarsi entro l'anno; ammirati e stimati per la loro bravura e coscienziosità, il loro prossimo matrimonio è ben visto da colleghi e studenti.
Tuttavia, la sera precedente all'inaugurazione del nuovo anno scolastico primaverile, al giovane insegnante capita d'incontrare la bella Hikari la quale, scopre la mattina successiva con suo sommo stupore, essere niente meno che una delle sue nuove allieve. Shūji non ricorda nulla, difatti si era ubriacato la sera precedente, ma gl'indizi a suo carico sembrano inconfutabilmente accusarlo (c'è anche una foto scattata al cellulare da Hikari che lo ritrae nudo addormentato a fianco della ragazza): sembra davvero aver passato la notte assieme a lei, la propria allieva sedicenne.
Hikari a questo punto inizierà a ricattare il giovane e molestarne la fidanzata, nei cui confronti prova un forte senso d'inferiorità ed inadeguatezza. Dopo che i compagni di classe casualmente vedono la fotografia del professore che dorme assieme a Hikari, scoppia lo scandalo: denunciato dall'intera opinione pubblica l'insegnante è costretto a lasciare il suo posto. Ma anche quando la ragazza, pentita del male che sta causando, confessa davanti a tutti la verità (che è ben diversa da quanto immaginato a tutta prima), nulla può più tornare come prima: in ogni caso ha intrapreso un rapporto ambiguo con una sua studentessa, e ciò non può esser tollerato.
Sospeso dall'insegnamento per 6 mesi, Shūji torna a casa della famiglia d'origine, che gestisce un negozio di liquori, dovendo anche affrontar il rapporto contorto che ha col fratello maggiore, da sempre geloso di lui. Natsumi, che ha fatto annullare il matrimonio scopre di esser incinta e decide di avere il bambino anche senza essere sposata, lo alleverà da sola; pure dopo che un altro uomo si fa avanti e le propone di sposarla, lei non riesce a dimenticare in alcun modo Shūji.
Al ritorno a scuola il giovane prof pare oramai profondamente cambiato, non se la sente più di continuare e medita le dimissioni; ma proprio allora scoppia il secondo scandalo, quello di Natsumi, la giovane donna incinta che sceglie di aver un figlio senza esser sposata. Quest'ennesima bufera spinge Shūji alla scelta definitiva e irrevocabile: si fa licenziare dalla scuola, addossandosi la colpa di non voler più unirsi in matrimonio con Natsumi.
Tutti questi eventi fanno maturare profondamente i due giovani i quali si rendono ben presto conto che i loro reciproci sentimenti non sono mai svaniti, anzi sembrano essersi addirittura rafforzati. Saputo della gravidanza di Natsumi, Shūji le offre tutta la propria collaborazione e le chiede di poterle star accanto. Avranno una bella bambina sana, decidendo di rinviar a tempo indefinito le nozze fino a quando la figlia non sarà cresciuta abbastanza per potervi partecipar attivamente anche lei. Entrambi hanno capito che non è necessaria l'approvazione sociale per esser autenticamente felici; si può amare veramente una persona anche senza sottostare alle regole del mondo.

## Protagonisti
- Shūji Kashiwagi, interpretato da Haruma Miura

23 anni, brillante professore di biologia di liceo. Una persona del tutto incapace di mentire, buono e riflessivo; per il suo bell'aspetto e indecisione al limite del masochismo psichico s'attirerà non pochi guai. Il giorno precedente alla cerimonia d'apertura del nuovo anno scolastico Hikari lo incontra ubriaco in un bar e lo aiuta a tornare a casa; per un certo periodo crederà lui stesso d'aver avuto un rapporto sessuale proibito con la sedicenne.
- Natsumi Uemura, interpretata da Erika Toda

Coetanea e promessa sposa di Shūji, professoressa d'inglese allo stesso liceo in cui lavora il fidanzato. Tornata da poco in patria dopo aver vissuto negli Stati Uniti dove si è specializzata in lingue; è inoltre la coach della squadra femminile di basket. Inizierà a mettere in discussione l'amore per Shūji, soffrendo i tormenti oscuri provocati dalla gelosia: quando realizza la profonda passività caratteriale del fidanzato, annullerà il matrimonio.
- Masayo Kaneko, interpretata da Anna Nose

Collega di Natsumi, insegnante di educazione fisica. Difenderà Natsumi davanti all'intero corpo insegnante quando si verrà a sapere che questa sta per aver un figlio prima del matrimonio; gli succederà come coach di basket.
- Sayaka Todo, interpretata da Mariko Shinoda

Amica del cuore di Natsumi ed e sua ex compagna di scuola, con cui condivide l'appartamento in cui abita. Era stata innamorata di Shūji, ma ha dovuto rinunciare quando s'è resa conto che il ragazzo amava l'amica. Lavora come wedding planner (organizzatrice di matrimoni).
- Aya Mizutani, interpretata da Yuki Uchida

Infermiera al reparto di ginecologia dell'ospedale cittadino che segue con cura l'evolvere della malattia di Hikari; sente un profondo senso di colpa per non esser riuscita a salvar la sorella della ragazza 4 anni prima, all'epoca dell'incidente che le costò la vita. Ha una figlia illegittima che non ha mai incontrato e che è stata adottata da un'altra famiglia.
- Yoshifumi Nakanishi, interpretato da Masahiko Nishimura

Collega più anziano di Shūji e Natsumi, è l'insegnante preferito di Nozomi. Inizialmente pare essere geloso del successo che il giovane prof di biologia ha tra gli studenti; ma si rivelerà infine fonte affidabile di preziosi consigli.
- Satoshi Tsuruoka, interpretato da Morio Kazama

Vice preside ed ex insegnante di Shūji e Natsumi, nei cui confronti prova un sincero attaccamento paterno. Saggio e tollerante, affronta le tutte situazioni con la massima calma; sarà il primo a capite le motivazioni che spingono i due giovani a far quel che stan facendo e li sosterrà davanti al consiglio d'istituto.

### Classe 2-1
- Hikari Saeki, interpretata da Emi Takei

16 anni, è un'adolescente tormentata; all'inizio sembra innamorata di Shūji nei cui confronti prova una qual certa fissazione. Ha un complesso intimo nei riguardi della sorella maggiore morta in un incidente, sapendo che i genitori hanno sempre avuto una preferenza nei confronti di lei. A causa di una disfunzione ormonale che le impedisce lo sviluppo dei caratteri sessuali deve costantemente assumere vari medicinali. Incontra Shūji dopo aver avuto un incontro sessuale con uno sconosciuto che l'ha trascinata in un love hotel, la sera in cui si era vestita con gli abiti della sorella morta.
Ha il tormento di essere "difettosa", di non poter mai realmente diventare una donna. Prima cerca crudelmente di rompere il rapporto tra Shūji e Natumi, poi si scoprirà la radicata tristezza che alberga all'interno del proprio cuore. Per liberarsene partirà in viaggio in direzione della meta che aveva avuto la sorella
- Himeka Asami Hikari da bambina (ep9)
- Naoki Hiraoka, interpretato da Masaki Suda

17 anni, è un ragazzo pieno di vita, cordiale e idealista. Ha una cotta adolescenziale nei confronti di Natsumi, è appassionato di basket e non fa che leggere il manga Slam Dunk, che considera alla stregua di una Bibbia. Proviene dal Kansai ed appartiene al club di pallacanestro maschile della scuola. Non esiterà ad aggredire fisicamente Shūji, non perdonandogli di aver fatto piangere Natsumi.
- Nozomi Sonoda, interpretata da Ayame Gōriki

Amica sincera di Hikari. Molto intelligente, il che gli ha permesso di ottenere una borsa di studio, ma fa spesso e volentieri assenze ingiustificate; ha un forte senso di giustizia, ha una personalità espansiva e cordiale, si considera uno spirito libero. Sembra non voler perdonare Shūji per e sofferenze di Hikari, ha un bellissimo rapporto con Nakanishi.
Dal momento che il padre è scomparso lasciando molti debiti si trova costretta a lavorare come cameriera in un locale cosplayer, ma fa anche vari altri lavoretti part-time. Decide infine si far un viaggio in Africa, parte pertanto per la Tanzania con lo scopo di vedere dal vivo gli gnu.
- Ryoko Kagawa, interpretata da Alice Hirose

Ha una personalità aperta e luminosa, una delle figure centrali della casse. Compagna di Naoki e segretamente innamorata di lui, anche se esternamente si trovano ad aver un rapporto alla Lovely Complex. Fa parte del club di basket femminile.
- Kentaro Kodama, interpretato da Kento Nakajima

Studente timido e imbranato con gli occhiali, passa il tempo immerso a leggere manga; è un geek che ha la fissazione per i treni. È spesso oggetto di bonaria presa in giro da parte dei compagni per il suo aspetto dimesso e quasi femmineo. Con notevole coraggio e forza di volontà riuscirà a confessare sentimenti che prova verso Hikari, anche a rischio d'esser respinto.
- Yuna Watanabe, interpretata da Anna Ishibashi

Spicca nella classe per la sua presenza affascinante ed acuta intelligenza.
- Kazutaka Taguchi, interpretato da Shugo Nagashima

Ha avuto una relazione intima con la compagna Kawamoto, cosa che diverrà un problema quando si verrà a sapere.
- Mari Kawamoto, interpretata da Natsumi Ishibashi

Rappresentante di classe, ha un carattere compassato. Ha una relazione col compagno Kazutaka.
- MariItoh Sairi - Uno Sairi
- Nounen Rena - Tokunaga Rena
- Ohira Natsumi - Chiba Nana
- Kuroki Tatsuya - Takiyama Tatsuya
- Osamura Koki - Aizawa Koki
- Reika Makita, interpretata da Momoko Kaechi

Una ragazza piccolina e sovrappeso timida e impacciata. Amica d'infanzia di Yuna, nei cui confronti prova un inconscio complesso d'inferiorità.
- Ito Yui - Nishino Yui
- Komatsu Mizuki - Yasuda Mizuki
- Byrnes Yuki - Eto Byrnes Ryoma
- Seiya Ono, interpretato da Kaoru Maruwaka

Ragazzo grasso con gli occhiali. Ha un eccellente rendimento scolastico, tanto da esser definito da Shūji il miglior studente della scuola.
- Okawa Nachi - Tsujimoto Nachi
- Kishida Tatsuya - Yoshikawa Tatsuya
- Nakajima Hiroki - Nakata Hiroki
- Kuramasu Yuki - Takahashi Yuki
- Okayama Amane - Momoi Amane
- Yonemura Misaki - Yamaguchi Misaki
- Ise Mihato - Higuchi Mihato
- Hashiba Tatsuya - Hashimoto Tatsuya
- Nakajima Airi - Nakano Airi
- Tobayama Ryuta - Natsukawa Ryuta
- Saeki Chizu - Ishimoto Chizu
- Otsu Hiroki - Tsuchiya Takayuki
- Hikita Kento - Nemoto Kento
- Nakamura Yuri - Noguchi Yuri

### Altri
- Koichi Kashiwagi, interpretato da Hirofumi Arai

Fratello maggiore di Shūji
- Hirokazu Kashiwagi, interpretato da Shiho Harumi

Padre di Shūji.
- Ikuko Kashiwagi, interpretata da Etsuyo Mitani

Madre di Shūji.
- Keiko Uemura, interpretata da Mayumi Asaka

Madre di Natsumi.
- Katsumi Uemura, interpretato da Yasuhiro Arai

Padre di Natsumi, sarà ricoverato in ospedale per un'ernia.
- Yuri Saeki, interpretata da Yuko Miyamoto

Madre di Hikari.
- Masanori Saeki, interpretato da Satoshi Jinbo Satoshi

Padre di Hikari.
- Yukari Saeki, interpretata da Nishizono Misuzu (ep9)

Sorella maggiore di Hikari.
- Yugo Yamashita, interpretato da Seiji Fukushi (ep7-8)

Manager in un'azienda di successo. Conosce Natsumi ad un incontro proposto dalla famiglia e ne rimane subito fortemente colpito; per la forza da lei dimostrata di voler dare alla luce un figlio da sola. Ha scoperto da poco tempo di essere sterile e per questo è stato abbandonato dalla donna che aveva: propone a Natsumi di sposarlo e crescere la bambina assieme.

## Episodi
| Nº | Titolo italiano (traduzione) Giapponese 「Kanji」 - Rōmaji | In onda          | In onda |
| Nº | Titolo italiano (traduzione) Giapponese 「Kanji」 - Rōmaji | Giapponese       |         |
| 1  | Il mattino dell'inizio 「始まりの朝」 - Hajimari no asa    | 17 gennaio 2011  |         |
| 2  | La guerra delle donne 「女の闘い」 - Onna no tatakai       | 24 gennaio 2011  |         |
| 3  | La sua risposta 「男の答え」 - Otoko no kotae              | 31 gennaio 2011  |         |
| 4  | Esposizione 「暴露」 - Bakuro                              | 7 febbraio 2011  |         |
| 5  | La verità 「真相」 - Shinsō                                | 14 febbraio 2011 |         |
| 6  | Sei mesi più tardi 「半年後」 - Hantoshigo                 | 21 febbraio 2011 |         |
| 7  | Proposta di matrimonio 「求婚」 - Kyūkon                   | 28 febbraio 2011 |         |
| 8  | Dimissioni 「辞職」 - Jishoku                              | 7 marzo 2011     |         |
| 9  | La classe finale 「最後の授業」 - Saigo no jugyō           | 21 marzo 2011    |         |
| 10 | Matrimonio 「結婚」 - Kekkon                               | 28 marzo 2011    |         |

## Temi musicali
Il brano di apertura s'intitola Preludio interpretato da Yuki Hayashi; quello di chiusura è il brano Exit del gruppo Porno Graffitti.

## Temi trattati
La vicenda si evolve per Shuji nella difficoltà di conciliare due opposti "doveri", quello d'aiutar la sua studentessa e l'altro altrettanto (se non più) importante di mantener fede alla promessa fatta alla sua futura sposa. Ovviamente Saeki, trascinata da fortissimi sentimenti di gelosia contro Natsumi, tenterà in ogni modo di rovinare e distruggere la relazione di coppia dei due insegnanti.
La giovane coppia dovrà cercare, attraverso vari sconvolgimenti e sofferenze (amore e odio, gelosia, disgusto di sé, regole sociali infrante) di trovar un nuovo punto fermo nel loro rapporto, affrontando anche argomenti di non facile soluzione apparente quali aborto, gravidanza al di fuori del matrimonio, relazioni sentimentali fra alunni ed insegnanti, rapporti sessuali tra adolescenti, autentica e fasulla amicizia, fedeltà alla propria missione di educatori, prostituzione minorile.